# Tipula (Microtipula) inarmata
Tipula (Microtipula) inarmata is een tweevleugelige uit de familie langpootmuggen (Tipulidae). De soort komt voor in het Neotropisch gebied.